# Jenggot (Krembung)
Jenggot is een bestuurslaag in het regentschap Sidoarjo van de provincie Oost-Java, Indonesië. Jenggot telt 2206 inwoners (volkstelling 2010).